# ТЭС Лазыска
ТЭС Лазыска (Łaziska) — тепловая электростанция на юге Польши, в полутора десятках километров к юго-западу от окраин Катовиц.

## История

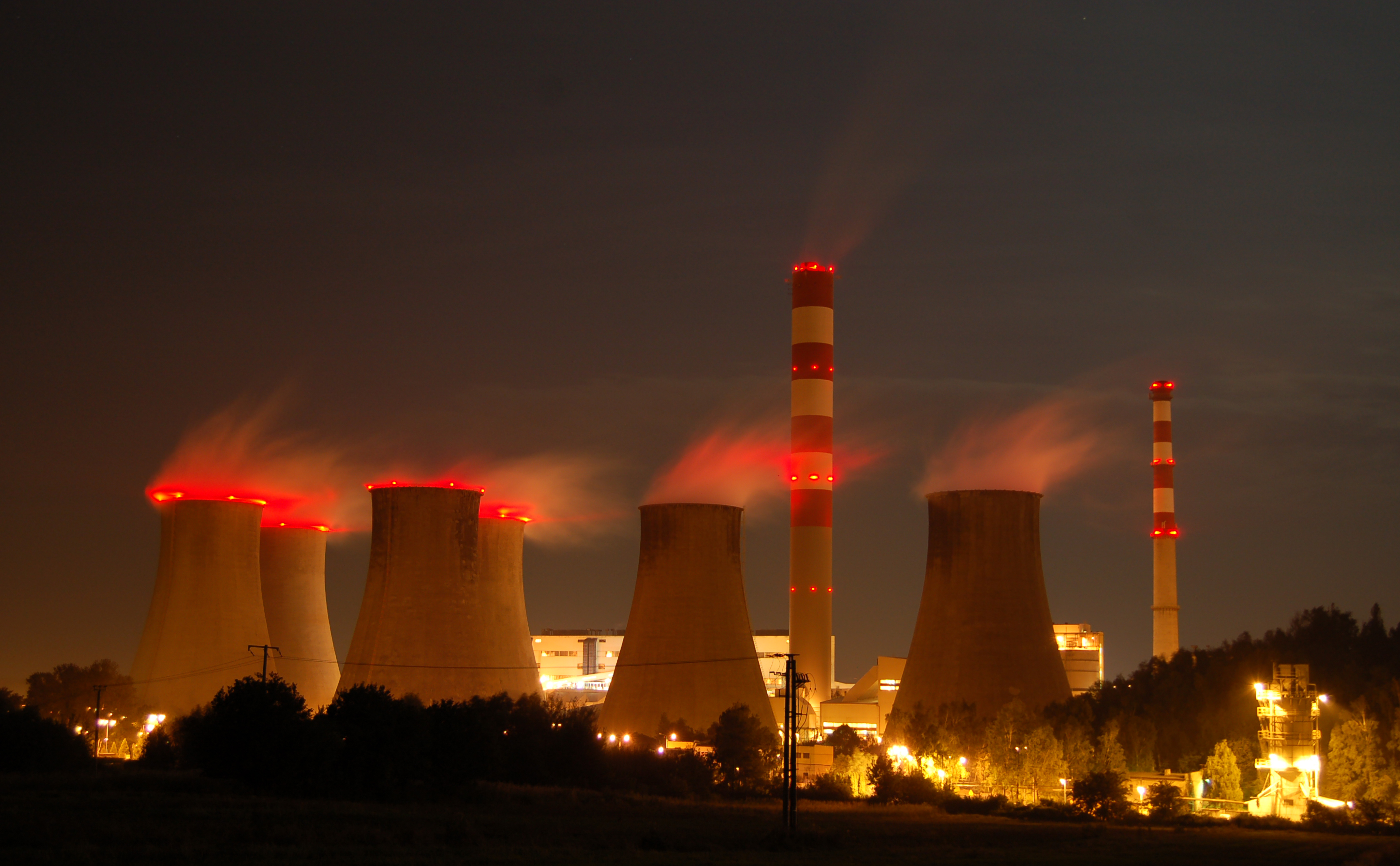
Электростанция Лазыска ночью

В 1918 году для питания карбидного завода в Лазыска-Гурне запустили электростанцию рядом с шахтой «Książątko», работавшую на низкосортном угле. Она имела две генераторные установки мощностью 5,2 МВт и 6,4 МВт, состоявшие из паровых турбин производства немецкой MAN и швейцарской Escher-Wyss соответственно, а также генераторов Siemens. Пар поставляли 12 котлов центральной котельной.
В 1923 году станцию дополнили третьим генераторным комплектом мощностью 12,5 МВт производства AEG. К 1929 году после расширения мощность ТЭС достигла 87,1 МВт, став крупнейшей электростанцией Польши (сохраняла этот статус до 1952 года). Новое оборудование включало швейцарские котлы Sultzer и турбины Brown Boveri мощностью 28 МВт и 36 МВт. Выдача электроэнергии осуществлялась по ЛЭП на 60 кВ. В 1938 году для подачи угля построили канатную дорогу от шахты «Boże Dary».
В период немецкой оккупации мощность станции увеличили до 157 МВт за счёт котлов Borsig (рабочее давление 80 атм) и двух турбин Brown Boveri по 35 МВт. Была введена ЛЭП на 110 кВ.
В феврале 1945 года советские войска демонтировали котлы Borsig и генератор № 7. Повреждённый статор генератора № 3 вывезли в Берлин и не вернули. В послевоенные годы станцию восстановили до 122 МВт, добавив котёл высокого давления и новый швейцарский генератор.
В 1950-х годах установили два новых генераторных комплекта Brown Boveri по 35 МВт и модернизировали турбину № 4 до 35 МВт. Общая мощность достигла 200 МВт.
В 1960-х вывели из эксплуатации старейшие агрегаты. В 1967 году ввели два энергоблока по 120 МВт с котлами Babcock, турбинами Zamech и генераторами Dolmel. Продукты сгорания удалялись через 160-метровую дымовую трубу.

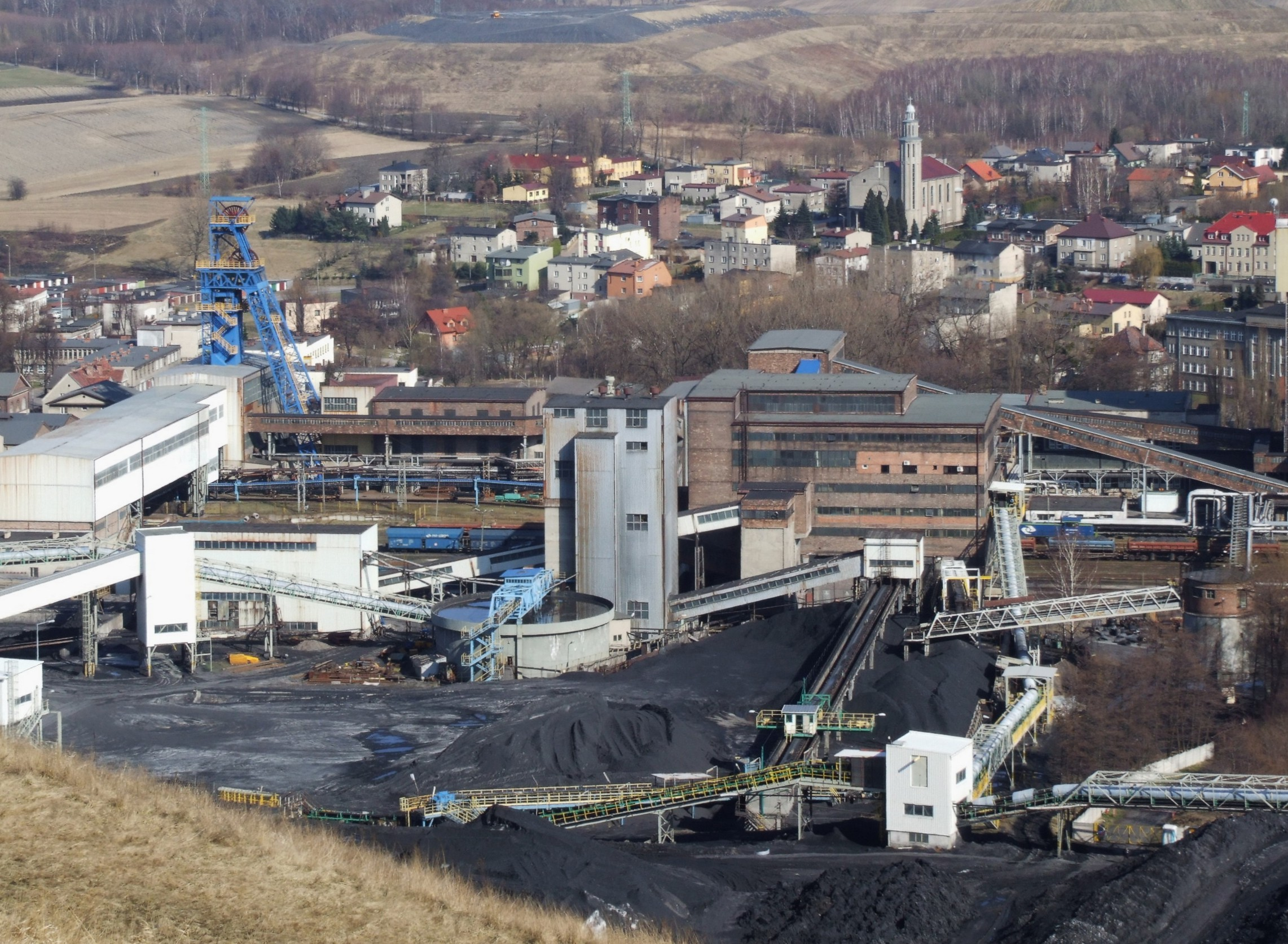
Шахта «Болеслав Смелый», технологически связанная с ТЭС

В 1966 году начали поставки тепла, установив теплофикационную турбину мощностью 4,5 МВт (№ 3).
В 1971—1972 годах построили четыре энергоблока № 9—12 по 200 МВт с польским оборудованием (котлы Rafako). Газы отводились через 200-метровую трубу. Вода поступала из шахт «Пяст», «Земовит» и «Болеслав Смелый».
В 1975—1981 годах вывели устаревшие блоки 4—8. В 1994—1999 годах модернизировали:
— Блоки 1—2 до 125 МВт
— Блок 9 до 230 МВт
— Блоки 10—12 до 225 МВт
В 1989 году ввели пневмотранспорт золы в выработки шахты «Болеслав Смелый». В 2000 году построили 1,3-километровый конвейер для подачи угля (56 % топлива поставляла эта шахта).
Несмотря на остановку турбины № 3 в 1982 году, ТЭС продолжает теплоснабжение Лазыска-Гурне и шахты через комплекс мощностью 196 МВт, введённый в 1997 году.